# Серёгин, Александр Павлович
Александр Павлович Серёгин (17 [30] августа 1906, д. Болдасовка, Калужская губерния — 25 июля 1977, Рогачёв) — советский офицер, участник Великой Отечественной войны, Герой Советского Союза (15.01.1944). Гвардии полковник (1944). 

## Биография
Родился в русской семье. Окончил 4 класса сельской церковно-приходской школы. В январе 1928 года окончил советскую партийную школу в Калуге, работал секретарём Бебелевского волостного комитета комсомола.
В Красной Армии с ноября 1928 года. Окончил полковую школу 1-го стрелкового полка Московской Пролетарской стрелковой дивизии Московского военного округа (Москва) в 1929 году, затем служил в этом полку командиром отделения. В 1931 году окончил одногодичные курсы комсостава при Московской пехотной школе. С сентября 1931 года служил командиром взвода 242-го стрелкового полка Московского ВО в Козельске. В 1932 году вступил в ВКП(б). С февраля 1932 года служил на Дальнем Востоке: командир роты 6-го колхозного стрелкового полка 3-й колхозной стрелковой дивизии Особого колхозного корпуса, с 1937 года — в 206-м стрелковом полку: командир пулемёт[[]]ной роты, командир стрелкового батальона, начальник полковой школы младших командиров. С февраля 1938 года — помощник начальника оперативного отдела в штабе 2-й Отдельной Краснознамённой армии. В 1940 году окончил годичные курсы при Высшей школе штабной службы, в 1941 году окончил заочное отделение Военной академии РККА имени М. В. Фрунзе. С октября 1940 года служил старшим помощником начальника оперативного отдела штаба 15-й армии на Дальнем Востоке.
С 30 июля 1941 года был помощником начальника разведывательного отдела штаба этой армии. С октября 1941 — начальник штаба 731-го стрелкового полка 205-й стрелковой дивизии на Дальнем Востоке.
С июля 1942 года — на фронтах Великой Отечественной войны, когда дивизия была срочно переброшена на Сталинградский фронт. В составе 4-й танковой и 1-й гвардейской армий дивизия участвовала в оборонительном этапе Сталинградской битве, пытаясь удержать рубежи на дальних подступах к Сталинграду, в августе попала в окружение. Майор А. П. Серёгин был ранен в августе 1942 года, но сумел выбраться из окружения.
После расформирования дивизии в сентябре 1942 года назначен командиром 274-го стрелкового полка (вскоре переведён командиром 168-го стрелкового полка) 24-й стрелковой дивизии 65-й армии Донского фронта. С 14 октября исполнял должность начальника штаба этой дивизии, с 10 ноября был командиром 7-го стрелкового полка, с 13 декабря — начальник оперативного отделения штаба 173-й стрелковой дивизии. В составе 65-й и 21-й армий участвовал в окончательной ликвидации окруженной 6-й немецкой армии под Сталинградом. После победы под Сталинградом дивизия получила гвардейское звание и была переименована в 77-ю гвардейскую стрелковую дивизию, а ставший уже подполковником А. П. Серёгин остался в ней в той же должности.
В апреле 1943 года прибыл с дивизией в 61-ю армию на Брянский фронт (в сентябре армию и дивизию передали на Центральный фронт), там участвовал в Курской битве и в Орловской наступательной операции. С 23 июня 1943 года командовал 215-м гвардейским стрелковым полком в этой дивизии.
Командир 215-го гвардейского стрелкового полка (77-я гвардейская стрелковая дивизия, 61-я армия, Центральный фронт) гвардии подполковник А. П. Серёгин совершил выдающийся подвиг в ходе битвы за Днепр. Гвардейский полк под его командованием в сентябре 1943 год прошёл с боями на запад 250 километров, 17 сентября первым в дивизии с ходе форсировал реку Десна, освободил большое количество населённых пунктов и отличился при освобождении Чернигова. В ночь на 28 сентября во главе полка форсировал Днепр у деревни Глушец Лоевского района Гомельской области Белорусской ССР. Полком был захвачен плацдарм, на котором в последующие дни в исключительно жестоких боях были отбиты многочисленные контратаки противника. Плацдарм был удержан, на него переправились все остальные части дивизии.
Указом Президиума Верховного Совета СССР «О присвоении звания Героя Советского Союза генералам, офицерскому, сержантскому и рядовому составу Красной Армии» от 15 января 1944 года за «образцовое выполнение боевых заданий командования на фронте борьбы с немецкими захватчиками и проявленными при этом отвагу и геройство» гвардии подполковнику Серёгину Александру Павловичу присвоено звание Героя Советского Союза с вручением ордена Ленина и медали «Золотая Звезда».
Война продолжалась. Участвовал с своим полком в Гомельско-Речицкой и Калинковичско-Мозырской наступательных операциях. В феврале 1944 года назначен заместителем командира 23-й стрелковой дивизии в 61-й армии, а 4 марта 1945 года стал командиром этой дивизии. В её рядах участвовал в Полесской, Минской, Люблин-Брестской, Рижской, Висло-Одерской, Восточно-Померанской и Берлинской наступательных операциях. Войну закончил на Эльбе. Уже под его командованием дивизия за успешные наступательные боевые действия была награждена орденом Кутузова 2-й степени (26.04.1945).
После войны продолжил службу в армии. С 7 мая 1945 года — заместитель командира 230-й стрелковой дивизии. С декабря 1945 по март 1947 года — начальник штаба 79-й гвардейской стрелковой дивизии (в 1946 году переформирована в 20-ю гвардейскую механизированную дивизию) Группы советских оккупационных войск в Германии. С августа 1947 года — старший помощник начальника оперативного отдела Оперативного управления штаба Дальневосточного военного округа. С октября 1947 года — заместитель командира 342-й стрелковой дивизии этого округа (управление дивизии в Южно-Сахалинске). С октября 1950 года состоял в распоряжении Главного управления кадров Военного министерства СССР. С апреля 1951 года — в запасе по состоянию здоровья.
Жил в Рогачёве (Белорусская ССР). Похоронен в братской могиле в парке Пионеров города Рогачёв.

## Награды
- Медаль «Золотая Звезда» (№ 2952) и орден Ленина Героя Советского Союза (15 января 1944);
- два ордена Красного Знамени (21 июля 1943, 4 марта 1945);
- орден Александра Невского (28 сентября 1943);
- орден Отечественной войны I степени (21 августа 1944);
- два ордена Красной Звезды (28 февраля 1943, 3 ноября 1944);
- медаль «За оборону Сталинграда»;
- медаль «За победу над Германией в Великой Отечественной войне 1941—1945 гг.»;
- медаль «За взятие Берлина»;
- медаль «За освобождение Варшавы»;
- другие медали СССР;
- Медаль «За Одру, Нису и Балтику» (Польша, 27 апреля 1946 г.);
- Медаль «За Варшаву 1939—1945» (Польша), 21 апреля 1946 г.)[4]

## Память
Памятный знак А. П. Серёгину на Аллее Героев в Пионерском парке города Рогачёв.